# 硫酸铽
硫酸铽是一种无机化合物，化学式为Tb2(SO4)3。它可用于合成其它铽化合物。

## 制备
用硫酸溶解氧化铽(III)，可以得到硫酸铽。